# Wohnungstür

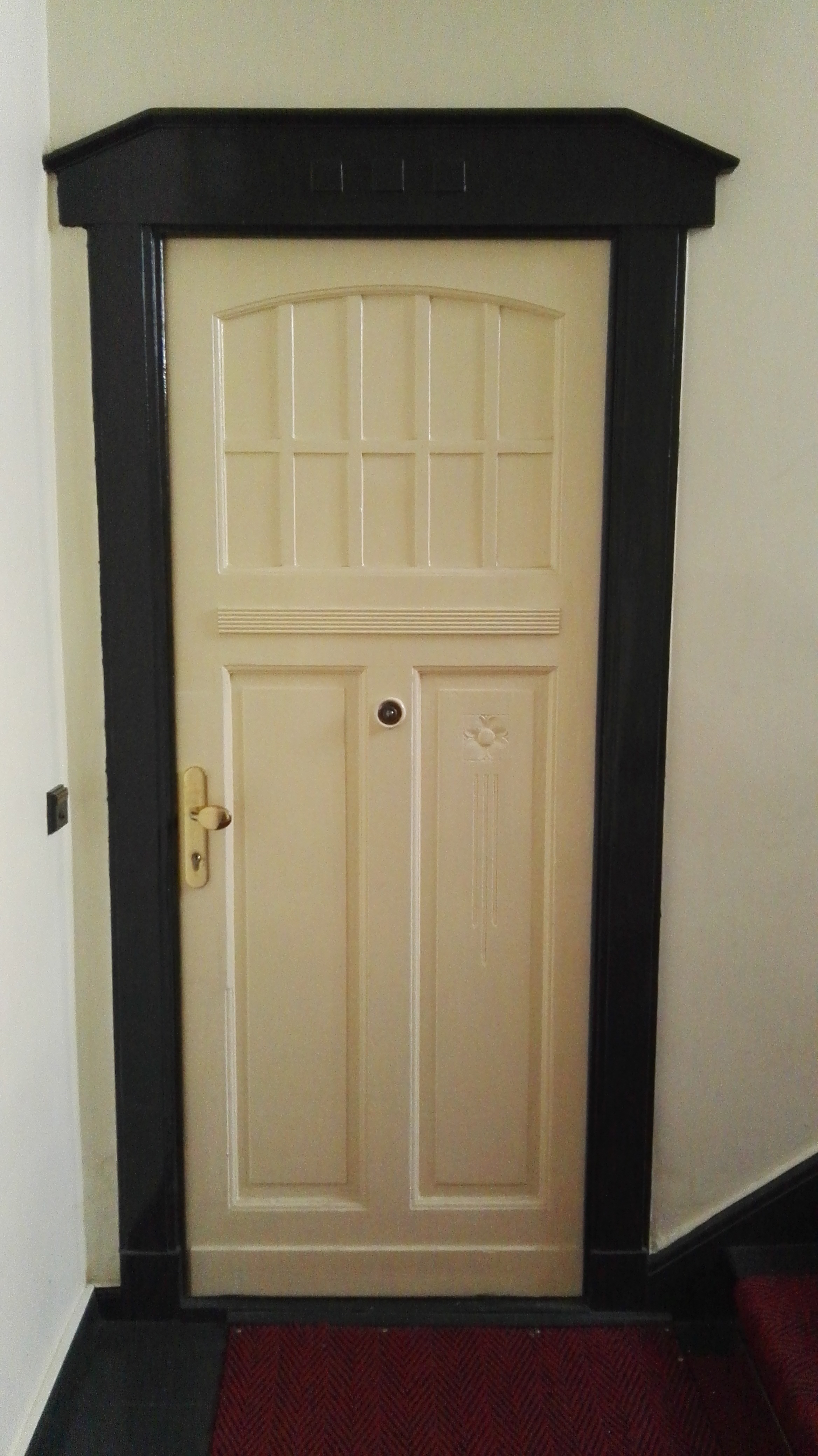
Wohnungstür in Berlin

Eine Wohnungstür, Wohnungseingangstür oder Wohnungsabschlusstür ist im Gegensatz zur Haustür eine Tür, die bei mehreren Wohnungen innerhalb eines Hauses das Gemeinschaftseigentum vom Privateigentum und Sondereigentum begrenzt und schützen soll. Im Gegensatz zu einfachen Zimmertüren ist sie stärker und wie Haustüren üblicherweise mit einem Steckschloss für Profilzylinder (Zylinderschloss) versehen, das insbesondere bei größeren Mehrfamilienhäusern oft Teil einer Schließanlage ist.
Die Öffnungsrichtung ist üblicherweise nach innen. So wird eine Kollision mit Personen vermieden, die sich im Treppenhaus oder Hausflur vor der Haustüre bewegen. Auch sind die innenliegenden Bänder dadurch vor der Manipulation durch Einbrecher geschützt.

## Rechtliches
Das Hausrecht liegt ab Innenseite der Wohnungstür beim Eigentümer, beim Gemeinschaftseigentum außerhalb bei der Wohnungseigentümergemeinschaft (ggf. vertreten durch die Hausverwaltung).
Im allgemeinen Sprachgebrauch werden die Begriffe Haustür und Wohnungstür nicht immer unterschieden, obwohl sie rechtlich verschieden zu bewerten sind. Die Wohnungstür ist jene Zugangskontrolle, die dem Gemeinschaftseigentum zuzurechnen ist und dessen Wartung bzw. Instandsetzung der Eigentümergemeinschaft obliegt. Lediglich die Pflege der Türinnenseite obliegt dem jeweiligen Eigentümer. Die Kostentragungspflicht für die Instandhaltung kann per Teilungserklärung dem jeweiligen Eigentümer aufgebürdet sein. Der Eigentümer bzw. Nießbrauchberechtigte oder bei dessen Zustimmung der Mieter der Wohnung darf Veränderungen an der Innenseite vornehmen, dabei ist bei einer Räumung der Wohnung mit dem Ziel einer Weiternutzung der Ursprungszustand jedoch wiederherzustellen. Instandsetzungsarbeiten (Austausch der Dichtung und des Schließzylinders bzw. Schnäppers) gehen zulasten des Vermieters (der jedoch Vandalismusschäden seinem Mieter weiterbelasten darf), alle übrigen Arbeiten an der Türaußenseite im Regelfall zulasten des Vermieters.

## Vorschriften
Zur Abgeschlossenheit einer Nutzungseinheit ist die Erschließung über eine exklusiv zu nutzende Wohnungstür erforderlich, die an einen gemeinsam genutzten Flur angeschlossen sein kann.

### Klimaklasse
Türen, die Wohnungen von unbeheizten Fluren trennen, sollten entsprechend Klimaklasse III hergestellt sein. Hierbei verhindert oft eine Aluminiumeinlage auf der Wohnungsinnenseite das durch das Eindringen von Wasserdampf bedingte Verziehen der Tür bei Temperatur- und Luftfeuchtigkeitsunterschieden zwischen Innen- und Außenseite.

### Schallschutz
DIN 4109 legt die mindestens einzuhaltenden Schalldämmmaße fest. In eingebautem Zustand müssen es 27 dB sein, sofern das Treppenhaus von einem Flur getrennt wird, jedoch 32 dB, wenn man durch die Tür direkt in einen Wohnraum gelangt. Die Laborwerte der Türen müssen um 5 dB darüber liegen. Um diese Werte zu erreichen, ist eine Bodendichtung unerlässlich.
Zum Schall- und Wärmeschutz soll der Hohlraum zwischen Türzarge und Mauerwerk vollständig mit einem speziellen Zargenschaum ausgeschäumt oder mit einem geeigneten Dämmstoff (mit ausreichend hohem Strömungswiderstand) ausgestopft werden.